# Teylingen

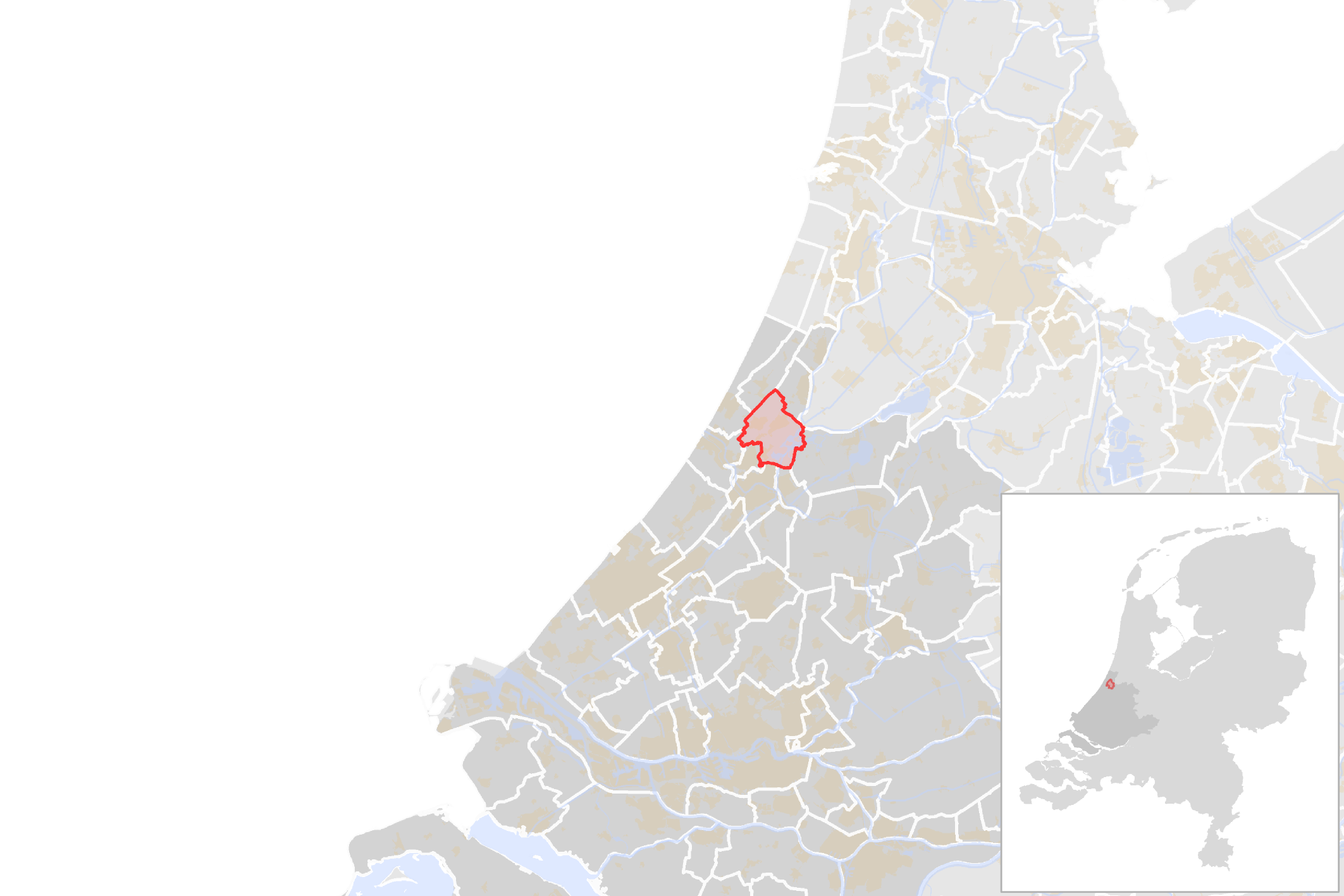
Teylingens läge

Teylingen är en kommun i provinsen Zuid-Holland i Nederländerna. Kommunens totala area är 33,49 km² (där 4,94 km² är vatten) och invånarantalet är på 36 200 invånare (2017).